# Autorretrato (Tamara en un Bugatti verde)
Autorretrato (Tamara en un Bugatti verde) es un autorretrato de la artista polaca Tamara de Lempicka, que pintó en París en 1929. Fue encargado por la revista de moda alemana Die Dame para servir como portada de la revista, para celebrar la independencia de la mujer moderna. Es uno de sus trabajos más conocidos y ejemplo destacado del retrato Art déco.

## Descripción
En 1929, de Lempicka recibió el encargo de un autorretrato para la portada de la revista de moda alemana Die Dame. La pintura la muestra en un encuadre muy cercano al volante de un Bugatti de carreras, llevando un casquete y guantes de cuero y envuelta en un amplio sobretodo gris. Mira al espectador con los ojos entrecerrados, perfectamente maquillada con los labios rojos, sombra dorada y rímel, mientras ondas de su cabello rubio asoman en los laterales del casco con barboquejo. Se retrata como una personificación de la belleza fría, independiente, rica e inaccesible ensalzada en aquel momento. De hecho no poseía ningún automóvil Bugatti; su propio coche era un pequeño Renault amarillo, el cual le fue robado una noche cuando ella y sus amigas celebraban en el Café de la Rotonde en Montparnasse.

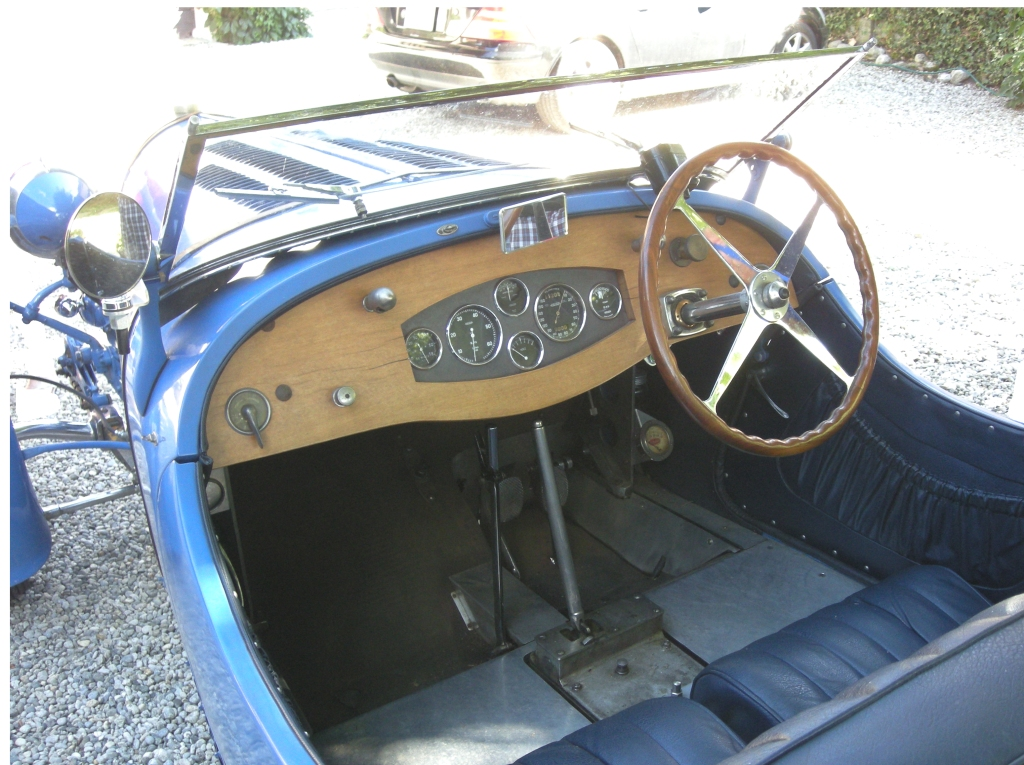
Habitáculo de un Bugatti tipo 43. El volante está en realidad a la derecha, no a la izquierda, como es mostrado en la pintura.

A pesar de que en el retrato de Lempicka muestra el volante en el lado izquierdo del coche, los modelos Bugatti 43 y 46 de la época en realidad tenían el volante en el lado derecho.

## Influencias
De Lempicka desarrolló sus habilidades pictóricas entre el arte de vanguardia, como el Cubismo, el Futurismo, y el Art déco junto con la literaria "Generación perdida". Estudió en la Académie Ranson con Maurice Denis, a pesar de que solo la acreditó por sus habilidades en dibujo. Una de sus influencias principales fue el neocubista André Lhote (profesor de Lempicka en la Académie de la Grande Chaumière).

## Patronazgo
La editora de Die Dame, una popular revista de moda alemana, encontró a de Lempicka en Montecarlo mientras la baronesa casi divorciada se encontraba de vacaciones y le encargó pintar un autorretrato para una próxima portada. De Lempicka reemplazó su Renault amarillo por un Bugatti verde porque creía que se veía más elitista y hermoso.
Aunque una anécdota muy repetida afirma que todo empezó cuando la editora tras verla pasar en su automóvil, impresionada le dejó una nota que decía: "Te ves tan bien en tu auto que me gustaría conocerte." en realidad de Lempicka ya había realizado dos portadas anteriores para la revista: La bufanda naranja (1927) y St. Moritz (1929).